# HV Weert
Hockey Vereniging Weert is de enige hockeyvereniging in Weert. De vereniging telt meer dan 800 actieve leden en is daarmee een van de grootste sportverenigingen van Weert. Opgericht op 13 november 1938. De vereniging is aangesloten bij de Koninklijke Nederlandse Hockeybond (KNHB).

## Geschiedenis
"HV Weert" is opgericht op 13 november 1938 in Weert, door J. Laenen, H. Linssen, J. Gerrits, P. Geene, D. Zandéé, CH. Gemmeke, L. Linnartz en A. Verhagen. De voorzitter was D. Zandéé. In 1939 werd de eerste vriendschappelijke wedstrijd gespeeld op het LSV-terrein. Een jaar daarna werd het tweede team al samengesteld.
In 1941 was het spelpeil zo hoog gestegen dat het onoverwinnelijke Avanti uit Eindhoven verslagen werd. In dit jaar werd ook de damesafdeling opgericht die in september haar eerste wedstrijd, weliswaar met een klein verschil verloor van Valkenswaard. Tevens werd dit jaar de eerste sportdag gehouden op het voormalige Wit-Zwart-terrein. HVW werd derde. De overeenkomst met Wilhelmina '08 kwam tot stand. Eind 1941 telde de club 50 leden.
In 1942 vierde het eerste herenelftal triomfen. Het hoogtepunt werd in mei bereikt op het toernooi van Concordia te Roermond. In augustus werd het nieuwe WSV-sportveld bij Wilhelmina '08 in gebruik genomen. Bij de dames wilde het niet erg vlotten, er werd slechts één wedstrijd gewonnen. In augustus '42 had men nog 22 gulden in kas. Voor de eerste keer in de geschiedenis van HVW werd er aan de competitie deelgenomen.
Het eerste elftal van HVW werd in 1942 op een ongelukkige manier tweede op de competitieranglijst met liefst 102 doelpunten vóór en slechts 14 tegen. In dit jaar werden de statuten rechtsgeldig goedgekeurd. In augustus waren er door de oorlogsomstandigheden nog slechts 17 mannelijke leden. Er waren 35 dames en 15 junioren. Wel werd het eerste lustrum op een feestvergadering gevierd.
In 1944 ging de club weer een stuk vooruit. Het scheidsrechtercorps werd uitgebreid. Het eerste heren- en dameselftal werd kampioen. Ook werd er een tweede dames- en herenteam opgericht, die overigens alleen vriendschappelijke wedstrijden speelden. In augustus van dat jaar had HV Weert 80 leden waarvan 35 dames.

## 75-jarig jubileum
Op 13 oktober 2013 vierde de club haar 75-jarig bestaan voor de sponsors. Op die dag is tevens het eerste exemplaar van het jubileumboek "Krullen, kalk en kunstgras" aangeboden aan Louis Linnartz. Vrijdagavond 19 oktober was er een filmavond voor de jongste jeugd en een JAC themavond. Zaterdag 20 oktober stond in het teken van de clinic voor de jongste leden en tijdens de avond was voor de ouderen, ouders en ex-leden een feestavond met muziek van Davinci. Rewalt Tobben zong live het nieuwe clublied. Zondag sloot het feest met de officiële ceremonie, wedstrijden van D1 en H1 en een afterparty.

## Teams
HV Weert telt momenteel 12 seniorenteams (6 dames en 6 heren) en 36 jeugdteams (27 meisjes en 9 jongens). Beide eerste teams komen in het seizoen 2018-2019 uit in de eerste klasse. 
Daarnaast telt HV Weert in het zaalhockey momenteel 5 seniorenteams (1 herenteam en 4 damesteams) en 26 jeugdteams (7 jongens- en 19 meisjesteams). Zowel het 1e herenteam als het 1e damesteam komen uit in de topklasse.

## Locatie
De vereniging beschikt over twee waterkunstgrasvelden en één zand ingestrooid kunstgrasveld. Het terrein is gelegen op Sportpark St. Theunis aan de Parklaan 1 te Weert. Het sportpark huist tevens de lokale atletiekvereniging AV Weert en grenst aan het terrein van middelbarescholengemeenschap Het College.

## Toernooien
Relight My Fire was een hockeytoernooi voor jongeren dat elk jaar in de zomer plaatsvond. Uit heel Nederland kwamen hier teams naartoe. Het toernooi bood ruimte aan 32 A-teams. Een ander succesvol toernooi was het mixed Rogstaekers Toernooi, dat verschillende decennia als seizoensafsluiting werd aangedaan door seniorenteams uit o.a. Nederland, België, Engeland, Ierland en Schotland. In 2008 en 2009 vond bij HVW ook Grand Reserva plaats, een voorbereidingstoernooi voor senioren teams uit de reserveklassen.